# Clas Arvid Kurck
Claes Arvid Kurck, född 20 juli 1769 på Hedensö, Näshulta socken, Södermanlands län, död 12 september 1834 i Stockholm (i koleran), var en svensk jurist och ämbetsman.
Clas Arvid Kurck tillhörde den friherrliga ätten Kurck, nr 16 på Riddarhuset. Han blev volontär vid Södermanlands regemente 1781 och fänrik samma år. Kurck blev student vid Kungliga Akademien i Åbo 1786, började som auskultant i Göta hovrätt 1788, blev extra notarie vid kriminalprotokollet 1789 och kanslist i Göta hovrätt 1793. Han fick häradshövdings fullmakt 1794, utnämndes till assessor i Åbo hovrätt 1796 och i Göta hovrätt samma år. Han blev justitieråd 1810 och president i kammarrätten 1832.

## Utmärkelser
- Riddare av Nordstjärneorden, 23 november 1812
- Kommendör av Nordstjärneorden, 11 maj 1825